# VD–01
A Danuvia VD–01 más néven Forte VD–01 a Danuvia Gépipari Rt. fegyvergyár által az 1990-es években gyártott pisztoly. A fegyver különlegessége a cső alatt elhelyezett 33 lőszert befogadó helikális (csavarvonalú) tár, más nevén hengertár. Ezzel a tártípussal az amerikai Calico vállalat Calico Light Weapon Systems néven az 1980-as évek eleje óta kísérletezik, egy teljesnek nevezhető kézifegyvercsaládot hoztak létre, melyek ilyen tárakkal üzemelnek. Ilyen tárral üzemel az orosz, AK-tokra épített PP–19 Bizon géppisztoly is.
A Danuvia fegyvergyár, átvéve az 1980-as években Németországban élő Vörös Róbert prototípusait, az 1990-es évek elején nehéz gazdasági helyzete miatt (amelyet a magyar fegyvergyártás tudatos leépítése okozott) a fegyverből 50–60 példányt gyártott. Prototípusként géppisztoly verzió is készült, ez azonban már nem került gyártásba. Valószínűleg a géppisztoly változat kifejlesztését a tervezés során figyelembe vették, ezt támasztja alá a magas tárkapacitás, és a géppisztolyszerű kezelőszervek, illetve a tár felépítése.

## Felépítése
Maga a fegyver egy acél tokos, alumínium markolatú, single action rendszerű elsütőszerkezettel, reteszeletlen, ún. szabad tömegzáras, merevcsöves öntöltő pisztoly, mely tölténytára rendhagyó módon a fegyvercső alatt lett elhelyezve.
Mivel a tárat nem a markolatban, hanem a cső alá építették be, a fegyver kinézete szokatlan. Ezzel a megoldással a fegyver súlypontja is előbbre került, mint a hagyományos felépítésű pisztolyoknál megszokott, ez a súlypont a tár töltöttségétől függően változik, annak elölről hátrafelé ürülésével a fegyver súlypontja is hátrafelé vándorol. Maga a tár egy fém, lemezekből sajtolt 14,6 cm hosszú, 4,6 cm átmérőjű henger, melybe 33 darab 9×19 mm-es töltény tárazható. A tárkioldó gomb a fegyvertok jobb oldalán, közvetlenül a tár mögött került elhelyezésre, a fegyver biztosító karja pedig a bal oldali, markolathéj feletti megszokott helyen található.
Mivel a 9×19 mm Parabellum szokatlanul nagy teljesítményű lőszer reteszeletlen tömegzáras kézifegyverhez, a zártömb tömege is szokatlanul nagy, hozzávetőleg 0,5 kg. A pisztoly csőre töltése a mindkét oldalán elhelyezett egy-egy felhúzókarral történik, melyek nem állnak ki jelentősen a felületből. Klasszikus zárakasztó nincs kialakítva a pisztolyon, a zár hátsó helyzetbeni rögzítését a tokfedélen kialakított gomb benyomásával lehet elérni.
Mivel a fegyver súlypontja előrébb van, mint a megszokott, és a cső alatt elhelyezkedő tár jó fogást biztosít a kétkezes lövéshez (ami az össztömeg miatt javasolt is), a lövések szórásképe jobb, mint általában a 9 mm-es pisztolyé. A nagy tárkapacitás miatti nagy méret a rejtett viselést megnehezíti, nyílt viselése vállszíjon képzelhető el.
A fegyver gyártásáról eltérő adatok állnak rendelkezésre, Vass Gábor (1999) szerint a Danuvia több mint 100 darabot gyártott le, melyekből közel 30 darabot a piacon értékesíteni is tudtak. A gyártás leállítását követően az Intermodul vette át a legyártott fegyvereket és cserealkatrészeket, 1999-ben ez a cég vállalta a piaci forgalmazást is.
A fegyver a precíz megmunkálásnak, és a megfelelően megválasztott illesztési hézagoknak köszönhetően szélsőséges körülmények között is megbízhatóan működik. A megbízhatóságra jellemző, hogy 5000 lövésig a tár szétszerelését a gyártó nem ajánlja.